# Morimoto Rjúszeki
Morimoto Rjúszeki (森本龍石; Hepburn: Ryuseki Morimoto; Daitó, 1940. augusztus 3. – 2017. december 13.) japán kalligráfus. Az orosz Művészeti Akadémia tiszteletbeli külföldi tagja.

## Díjak, elismerések
- Kirgizisztán állami díja
- Brazília kormányzati díja
- Japán Művészeti Akadémia „Nitten”-díja[2]

## Fordítás
- Ez a szócikk részben vagy egészben  a(z)   Моримото, Рюсэки című orosz Wikipédia-szócikk ezen változatának fordításán alapul.  Az eredeti cikk szerkesztőit annak laptörténete sorolja fel. Ez a jelzés csupán a megfogalmazás eredetét és a szerzői jogokat jelzi, nem szolgál a cikkben szereplő információk forrásmegjelöléseként.